# Elecciones presidenciales de Bulgaria de 2001
Las elecciones presidenciales de Bulgaria de 2001 se llevaron a cabo el 11 de noviembre del mismo año, con una segunda vuelta celebrada el 18 de noviembre de 2001. Ningún candidato obtuvo la mayoría absoluta en primera ronda, por lo que se efectuó el balotaje entre las dos primeras mayorías relativas, logrando el oficialista y candidato a la reelección Petar Stoyanov quien no logró imponerse a la opción de su contendor Georgi Parvanov del Partido Socialista Búlgaro.

## Sistema de gobierno

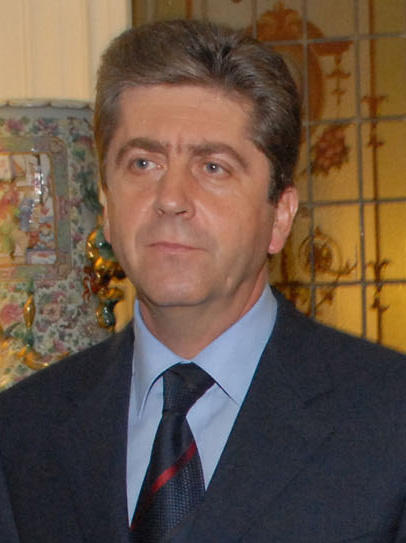
Georgi Parvanov, Presidente de Bulgaria electo en 2001.

El Presidente sirve como el jefe de Estado y comandante en jefe de las fuerzas armadas. Si bien no tiene el poder para crear una ley que no sea una enmienda constitucional, el presidente puede devolver un proyecto de ley a la Asamblea Federal para que continúe su debate, siempre y cuando el proyecto de ley no haya sido aprobado por la mayoría absoluta de los legisladores.

## Candidaturas
Estas elecciones fueron estrechas hasta el momento de llegar a las urnas. El presidente en ejercicio Petar Stoyanov, líder de las Fuerzas Democráticas Unidas iba por un segundo período presidencial, mientras la oposición se unió tras la candidatura del socialista Georgi Parvanov. La segunda ronda tuvo mayor participación ciudadana, logrando un 54,0% de sufragantes.
También hubo candidatura del Movimiento por los Derechos y la Libertad, la Unión de Bulgaria, el Bloque Económico Búlgaro y una candidatura independiente

## Resultados electorales

### Primera vuelta
|  | 36,4 % |

|  | 34,9 % |

|  | 19,3 % |

|  | 4,9 % |

|  | 3,4 % |

|  | 1,1 % |

|  | 99,55 % |

|  | 0,45 % |

|  | 41,80 % |

### Segunda vuelta
|  | 54,1 % |

|  | 45,9 % |

|  | 99,76 % |

|  | 0,24 % |

|  | 54,00 % |